# 河瀬鮎美
河瀬 鮎美（かわせ あゆみ、1988年4月30日 - ） は、日本の元タレント・モデル・キュレーター。オフィスシネマレスト業務提携。 血液型A型。愛知県名古屋市出身。

## 来歴
愛知県を中心に活動。各種イベントMC、TV番組リポーターの他、『黄金鯱伝説グランスピアー』コノハ役など女優活動も行う。ミスFLASH2011セミファイナリスト。キュレーターとしてイベントなどの記事も書いていた。
2017年6月よりスターキャット・ケーブルネットワークの「け～ぶるGiRLS（東海地区ケーブルテレビ局アナウンサー）」として活動。
2019年9月27日、自身のInstagramで結婚、妊娠7ヶ月を発表し、同時にモデル・タレントとしての活動に区切りを付け、アカウントの更新を停止することを発表した。以後はccmc（コースコーションモータースポーツクラブ）のayumiとして新たなアカウントに移行している。

## 人物・エピソード
- 愛称はあゆみちゃん、あゆちゃん。
- 趣味・特技はマラソン、日本舞踊。

## 出演

### 映画
- A.F.O（2014年、メ～テレ=スターキャット） - パンプキンフォンデュ Ayu役[5] 共/纐纈みさき[6]

### テレビドラマ
- 黄金鯱伝説グランスピアー（東海テレビ）
  - 1stシーズン（2013年10月 - 12月）[7]
  - 2ndシーズン（2014年4月 - 7月） - コノハ役・羽豆クノコ役[8]
  - 新春スペシャル〜邪悪な剣ででらピンチ！〜（2015年1月） - コノハ役・羽豆クノコ役 [9]

- アクトスリレーマラソン物語（テレビ愛知）- 河瀬鮎美 役

### バラエティ・情報番組
- 第一回なご☆リポ選手権〜全国スィーツマラソン（東海テレビ）
- 戦国トリック！〜名古屋城編（東海テレビ）
- 情報パレット　リポーター（中京テレビ）
- うきょうとあゆみのお買い物探偵団（中京テレビ）
- 鉄ぶら（スターキャット）[10] 共/鉄崎幹人
- 福田彩乃のハツモノ（東海テレビ、2016年7月27日）[注 1][11][12]

### 雑誌
- 月刊KELLy≪ケリー≫（ゲイン、2016年8月号Nagoya Happy Life vol.15）

### CM・広告
- パチンコ情報誌「シティパラダイス」初代『若葉ちゃん』（2008年）[注 2]
- ボートピア名古屋（2008年）
- オンワード樫山（2009年）
- happyデンタルケア[13][14]（2010年）
- 三洋堂書店 ポスター（2013年）
- ナガシマスパーランド「ジャンボ海水プール」（2013年）
- JU愛知イメージガール（2013年） 共/纐纈みさき[15]
- コイケヤ「『ポリンキー』×『黄金鯱伝説グランスピアー』」（2014年）
- 大塚製薬ポカリスエットイオンウォーター「座りっぱなし女子Collection 名古屋編」（2014年）[16]
- シャイニータトゥー イメージガール（2015年）[17]
- マガジンハウスan・an「#an・an【プリマヴィスタ美人・名古屋】でらぺっぴんさんが大集合♪」[18]（2016年）
- 株式会社マツモト「くるピタランドセルCM～ミュージカル編～」 - 店員役[19][20]（2016年）
- 2nd STREET 本山買取専門店（月刊KELLy2016年10月号掲載）[21]

## その他の活動
- TokiTechTV【T3V】｜動画で見るイベントキュレーションサイト 公式キュレーター（2016年）